# Kurt Wallenfels
Kurt Wallenfels (* 30. Juni 1910 in Marburg; † 25. November 1995 in Freiburg im Breisgau) war ein deutscher Biochemiker und Hochschullehrer.
Wallenfels, promoviert zum Dr. phil., habilitierte sich 1943 in Heidelberg und war ab 1947 Leiter der Abteilung Biochemie der Boehringer Mannheim GmbH in Tutzing. 1953 wurde er außerordentlicher Professor für organische Chemie und 1962 ordentlicher Professor für Biochemie an der Albert-Ludwigs-Universität Freiburg. Er forschte auf dem Gebiet der Enzymchemie insbesondere über die Enzyme des Kohlenhydratstoffwechsels. Er war Mitherausgeber der Fachpublikation Biochemische Zeitschrift.
Im Jahr 1969 wurde Wallenfels zum Mitglied der Leopoldina berufen und 1970 für besondere Verdienste im Bereich der Biochemie mit der Richard-Kuhn-Medaille ausgezeichnet.
Kurt Wallenfels war verheiratet und hatte vier Kinder.